# 필리핀의 텔레비전 드라마
필리핀의 텔레비전 드라마(영어: Philippine television drama, 타갈로그어: Dramang pantelebisyon ng Pilipinas)은 필리핀에서 제작 된 텔레비전 드라마이다. P-드라마(P-drama), 텔레세르예(Teleserye) 또는 필리핀 텔레노벨라(Philippine telenovela)라고도 한다.
텔레세르예는 몇 가지 특성을 공유하고 클래식 드라마와 텔레노벨라와 유사한 뿌리를 가지고 있지만 텔레세르예는 고유 한 특성을 가진 장르로 발전하여 종종 필리핀 현실에 대한 사회적 현실주의 반영으로 작용한다. 텔레세르예는 일주일에 5일, 주요 시간대, 오후에 방송된다. 연령대와 성별에 관계없이 폭 넓은 잠재 고객을 끌어 들이고 필리핀 텔레비전 업계에서 가장 높은 광고 요금을 내고 있다. 이 시리즈는 등급에 따라 3개월에서 1년 또는 그 이상 지속된다.

## 같이 보기
- 필리핀
- 텔레비전 드라마
- ABS-CBN의 텔레비전 드라마 목록
- GMA 네트워크의 텔레비전 드라마 목록
- 필리핀의 텔레비전 드라마 목록